# Marco Aurelio Consio Quarto iunior
Marco Aurelio Consio Quarto iunior (in latino Marcus Aurelius Consius Quartus iunior; fl. metà del IV secolo) è stato un politico e sacerdote romano.

## Biografia
Appartenente all'ordine senatoriale, nel secondo quarto del IV secolo ricoprì le magistrature religiose di pontifex maior di Vesta, due volte protomagister dello stesso collegio e infine duodecemvir urbis Romae; queste cariche sono attestate in un'iscrizione eretta quando era corrector della provincia italiana della Flaminia et Picenum, e questa stessa iscrizione riporta il suo essere patrono delle città di Ancona e Fano.
La sua carriera successiva è nota attraverso un'altra iscrizione: fu corrector di Venetia et Istria (prima del 373), consularis della Belgica prima, vicarius Hispaniarum e infine proconsole d'Africa vice sacra iudicans (prima del 360, forse nel 340/350).
Fu probabilmente il figlio di Marco Aurelio Consio Quarto.